# Заозерский, Александр Николаевич
Алекса́ндр Никола́евич Заозе́рский (20 июля 1879, Москва — 26 мая 1922, Москва) — протоиерей, святой Русской православной церкви, причислен к лику святых как священномученик для общецерковного почитания в 2000 году.

## Биография
Родился в семье священника Николая Павловича Заозерского, служившего в Петропавловской церкви в Мариинской больнице.
Окончил Заиконоспасское духовное училище. В 1899 году окончил Московскую духовную семинарию, а в 1903 году — Московскую духовную академию (кандидат богословия).
В 1903 году определён митрополитом Владимиром (Богоявленским) на должность псаломщика к Троицкой церкви на Арбате.
В 1908 году рукоположён во священника к Девятинской церкви на Пресне.
В 1909 году переведён в Александро-Невский храм при Мещанских училищах и богадельне. В 1919 году в связи с закрытием храма властями был назначен в церковь Параскевы Пятницы в Охотном Ряду, где прослужил до своей мученической кончины. В 1920 году возведён в сан протоиерея.
В 1908—1918 годах состоял законоучителем средних учебных заведений и церковно-приходских школ.
В 1914—1916 годах читал лекции по догматическому богословию и вёл практические занятия по проповедничеству на Московских пастырских курсах. В 1914—1918 годах преподавал в Московской духовной семинарии на кафедре гомилетики.

## Арест и мученическая кончина
Арестован 8 апреля 1922 года по делу «об изъятии церковных ценностей» вместе с протоиереями Василием Соколовым, Христофором Надеждиным, иеромонахом Макарием (Телегиным) и Сергием Тихомировым. На допросе виновным себя не признал и сказал: 

Я был на собрании в храме Христа Спасителя. Архиепископ Никандр пригласил меня на собрание, которое должно было состояться 28 февраля. Пришедший на собрание архиепископ Никандр говорил о церковной дисциплине: он указывал, что в кругу священнослужителей стали замечаться новшества; он остановился на священнике Борисове, который сдал без разрешения церковных властей церковные ценности и сделал объявление в газете «Известия ВЦИК» и призывал других священников следовать его примеру. Такое явление, говорил архиепископ Никандр, недопустимо. После этого архиепископ Никандр ознакомил собравшихся с декретом и инструкцией ВЦИКа об изъятии церковных ценностей и прочел послание Патриарха Тихона. Через некоторое время ко мне пришёл незнакомый мне гражданин и принес несколько экземпляров воззвания Патриарха. Все воззвания Патриарха я разослал по церквям по долгу своей службы, подчиняясь распоряжению высших церковных властей. Я также в первый же воскресный день прочел воззвание Патриарха Тихона в своей приходской церкви. С воззванием Патриарха Тихона я согласен и считаю его религиозным, а не контрреволюционным.
Расстрелян 26 мая 1922 года. Похоронен на Калитниковском кладбище в Москве.

## Канонизация
Канонизирован в 1998 году как местночтимый святой Московской епархии. Причислен к лику святых новомучеников и исповедников Российских для общецерковного почитания на Юбилейном Архиерейском соборе Русской православной церкви, проходившем 13—16 августа 2000 года в Москве.
День памяти: 13/26 мая и в Соборе святых новомучеников и исповедников Российских.